# Jan M. Kan

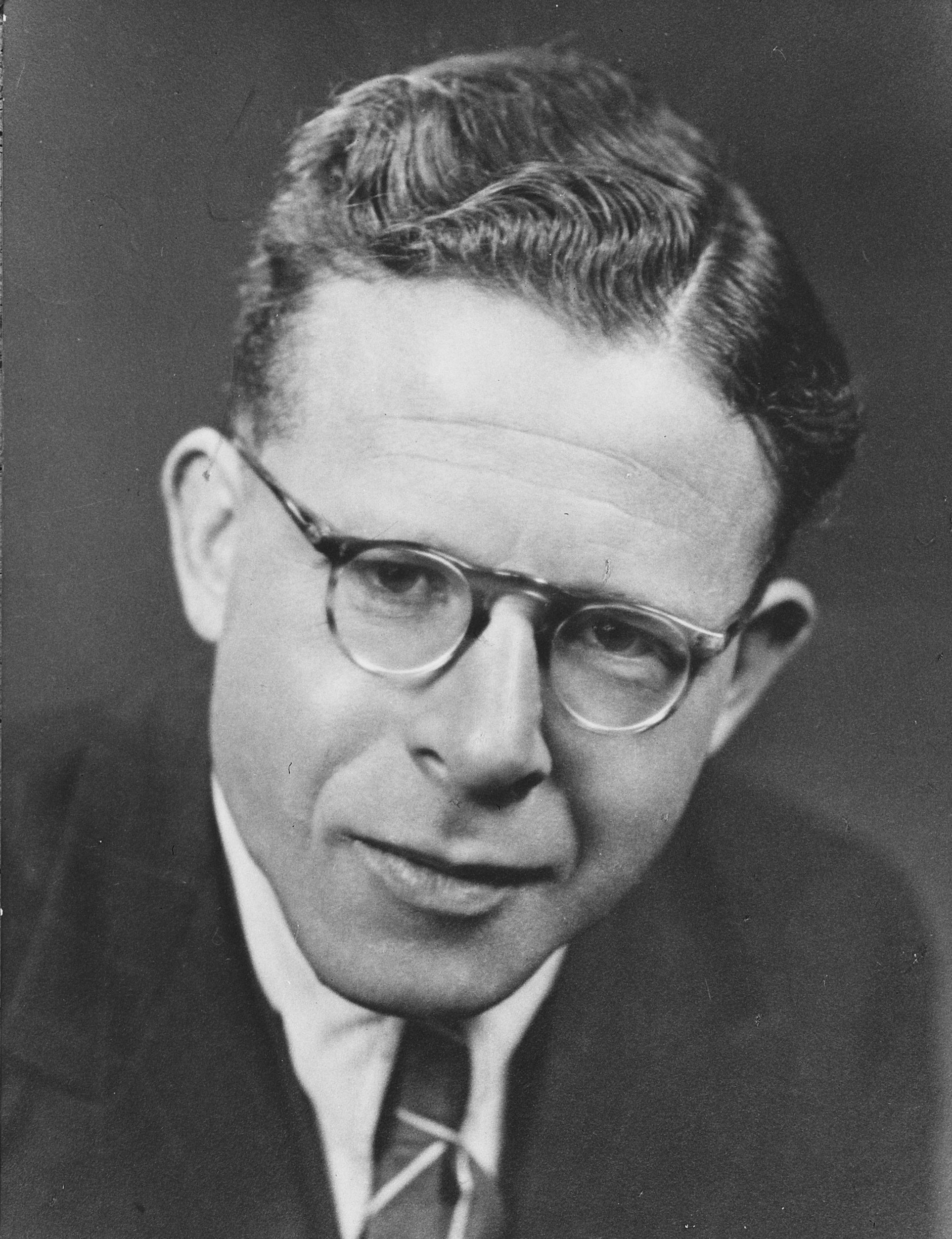
Mr. J.M. Kan (1954)

Johannes Marinus (Jan) Kan (Scheveningen, 12 januari 1905 – aldaar, 12 januari 2002) was een Nederlands jurist en ambtenaar.

## Levensloop
Hij was de zoon van de minister van Binnenlandse Zaken en Landbouw en (latere) Staatsraad Jan Kan en broer van de cabaretier Wim Kan. Jan Kan studeerde Nederlands recht aan de Rijksuniversiteit Leiden.
Kan had een loopbaan als ambtenaar en werd in 1954 secretaris-generaal van het ministerie van Binnenlandse Zaken. Hij trad daarna in de voetsporen van zijn vader en werd van 1959 tot 1980 lid van de Raad van State. Hij was in 1971 als partijloos deskundige lid van de Staatscommissie van advies inzake de Grondwet en de Kieswet. Binnen de Raad van State was Kan van 1 november 1976 tot 15 januari 1980 voorzitter van de afdeling Geschillen van Bestuur.
De universiteiten van Groningen, Rotterdam en Utrecht (tweemaal) boden hem een leerstoel aan, waarvoor hij steeds bedankte. Nijmegen bood hem een eredoctoraat aan, waarvoor hij eveneens bedankte. Hij vond zichzelf een jurist van de praktijk en geen geleerde.
Kan was lid van de Staatscommissie van Advies inzake de Grondwet/Kieswet, de zogeheten Staatscommissie-Cals/Donner en van tientallen andere staats-regerings- en adviescommissies. Hij publiceerde honderden artikelen in juridische tijdschriften, vooral het Juristenblad, Gemeentestem, Bestuurswetenschappen en De Nederlandse Gemeente.

## Onderscheidingen
Kan werd tijdens zijn loopbaan driemaal koninklijk onderscheiden:
- Ridder in de Orde van de Nederlandse Leeuw, 1949
- Commandeur in de Orde van Oranje-Nassau, 29 april 1969
- bevorderd tot Grootofficier in de Orde van Oranje-Nassau, 1976

De tennisvereniging Leimonidas te 's-Gravenhage maakte hem erelid.